# Jacques Moderne
Jacques Moderne (* um 1500 in Pinguente, heute Buzet; † nach 1560 in Lyon) war ein französischer Musikverleger und Drucker italienischer Herkunft. Nach Pierre Attaingnant war er der zweite bedeutende französische Herausgeber seiner Zeit.

## Leben
Über seine frühen Lebensjahre existieren keine Zeugnisse. Die Angabe Jacobus Modernus de Pinguento in frühen Drucken lässt auf seinen Geburtsort in Istrien schließen. Vermutlich hat er seine Lehrzeit in Venedig verbracht. Die ersten urkundlichen Erwähnungen Modernes erschienen von 1523 bis in die 1560er-Jahre in den Steuerverzeichnis von Lyon, die ihn als Buchhändler führten. 1526 trat er erstmals als Herausgeber hervor.

## Werk

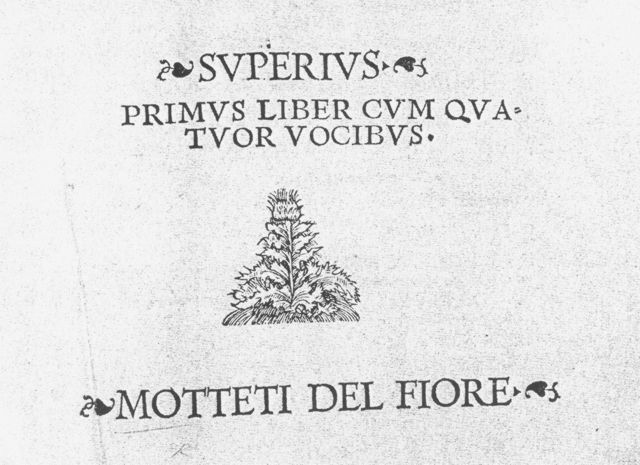
Diskantstimme aus dem ersten Buch der Motetti del fiore. Den Namen erhielt die Sammlung von der Mariendistel, die auf dem Titelblatt abgebildet ist.

Den größten Teil von Modernes Veröffentlichungen machten Notendrucke aus, Messen, Motetten, Chansons und Instrumentalwerke. Zu seinen bekannten Publikationen zählen zwei Messbücher mit Cantus-planus-Gesängen (1530), acht Motettenbücher (1532–1542), darunter die vier Sammlungen der Motetti del fiore, und die Chansonbuch-Serie Le parangon des chansons (1538–1543). Vom Parangon sind elf Bände erhalten. Sie zeigen erstmals die später allgemein übliche Stimmenanordnung, mit der mehrere Sänger von verschiedenen Seiten aus in das aufgeschlagene Buch blicken und gemeinsam musizieren konnten; diese Drucktechnik wurde gegen Ende des 16. Jahrhunderts vor allem in England von Peter Short und Thomas East verbreitet. In späteren Jahren gab Moderne Einzelausgaben mehrerer Komponisten heraus sowie Nachdrucke anonymer Kompositionen und zweier musiktheoretischer Schriften.
Ob er selbst Musiker oder Komponist war, ist nicht nachgewiesen. Es ist möglich, dass Francesco de Layolle (* 1492; † um 1540), Komponist und Organist an der Lyoner Kirche Notre-Dame de Confort, den Anstoß zum Notendruck gegeben und mit ihm zusammengearbeitet hat. Nach Layolles Tod um 1540 ließ die Qualität von Modernes Programm merklich nach.
Insgesamt druckte Moderne ungefähr 50 Musiksammlungen mit insgesamt mehr als 800 Stücken. Mehr als die Hälfte davon waren Erstveröffentlichungen. Eine Vielzahl der übrigen Werke, die später von anderen Verlagen nachgedruckt wurden, erscheinen bei Moderne zum ersten Mal. Sie sind von musikhistorischem Wert, da sie nachweisen, dass einige Komponisten wie Pierre de Villiers, Eustorg de Beaulieu, Dambert und Henry Fresneau zu dieser Zeit in Lyon gewirkt haben. Zwei Ausgaben Modernes umfassen ausschließlich Messen, Motetten und Magnificat-Vertonungen Pierre Colins, dessen Kompositionen auch in anderen Sammelausgaben erschienen. Der überwiegende Teil der Autoren waren jedoch damals bereits international bekannte Komponisten, unter ihnen franko-flämische Meister wie Nicolas Gombert, Adrian Willaert, Jakob Arcadelt, Jean l’Héritier (* um 1480; † nach 1551) und Jachet de Mantua (1483–1559) und die Pariser Schule um Claudin de Sermisy, Jean Maillard, Pierre Sandrin, Pierre Certon und Clément Janequin. Im Gegensatz zu Attaingnant druckte Moderne nicht nur die Werke französischer und niederländischer, sondern auch italienischer, spanischer und deutscher Komponisten: Matteo Rampollini (* 1497; † um 1553), Cristóbal de Morales, Francescho Bianchini, Giovanni Paolo Paladino, Mateu Fletxa el Vell,  Mateu Fletxa el Jove, Luis de Narváez, Leonhard Paminger und Matthias Eckel. Als erster druckte Moderne auch Lautenmusik des Ungarn Valentin Bakfark.
Modernes Veröffentlichungen beschränkten sich nicht auf Musik. Er gab auch seinerzeit beliebte lateinisch- und französischsprachige Bücher heraus, u. a. über Religion, Hausmittel, Emblematik und Chiromantie.